# Nissan Quest
Nissan Quest – samochód osobowy typu MPV produkowany przez japońską firmę Nissan od roku 1993. Pierwsze dwie generacje produkowane były w ramach joint venture z koncernem Ford Motor Company. Konstrukcyjnie były bliźniacze z Mercurym Villager.
Pierwsza generacja produkowana była w latach 1993–1999. Do napędu użyto silnika V6 o pojemności 3,0 litra i mocy 153 KM. Moc przenoszona była na oś przednią poprzez 4-biegową automatyczną skrzynię biegów. Druga generacja trafiła na rynek w 1999 roku. Pod maską pracował silnik V6 3.3 generujący moc 173 KM. Nieznacznie zwiększono długość nadwozia nie zmieniając przy tym rozstawu osi. Za przeniesienie napędu na oś przednią odpowiadał wciąż 4-biegowy automat. Produkcję zakończono w 2002.
Trzecia generacja modelu Quest oparta została na płycie podłogowej Nissan FF-L znanej wcześniej z modeli Altima i Maxima. Rozstaw osi wynosił 3150 mm. Za napęd odpowiadała jednostka V6 3.5 o mocy 243 KM. Do przeniesienia napędu można było wybrać 4- lub 5-biegową skrzynię automatyczną. Produkcję trzeciej generacji zakończono w 2009 roku.
Czwarta generacja trafiła na rynek w roku 2011. Dzieli ona płytę podłogową (Nissan D) z Elgrandem E52. Moc generowana przez silnik V6 3.5 przenoszona jest na przednią oś poprzez skrzynię CVT.

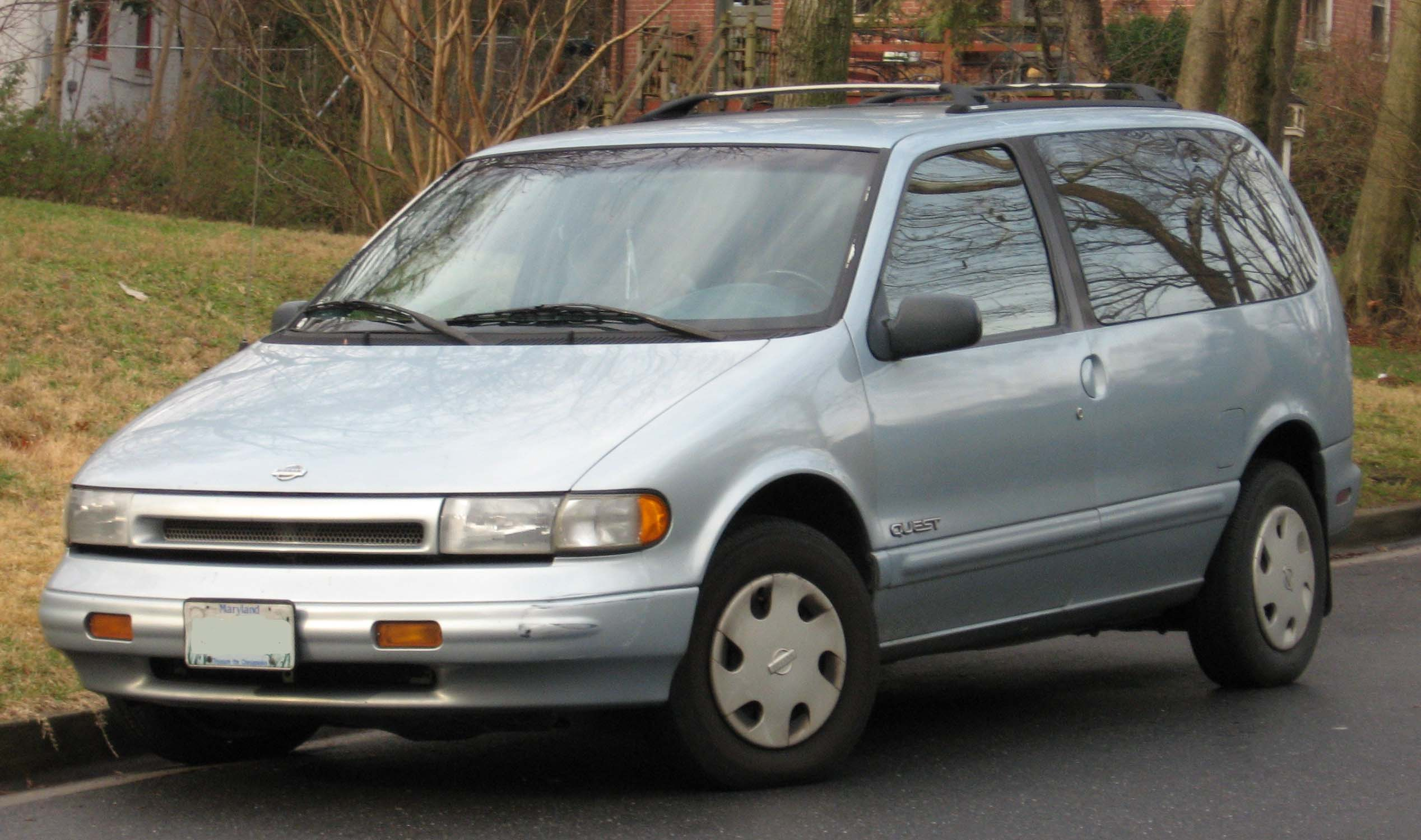
'93-'95 Quest
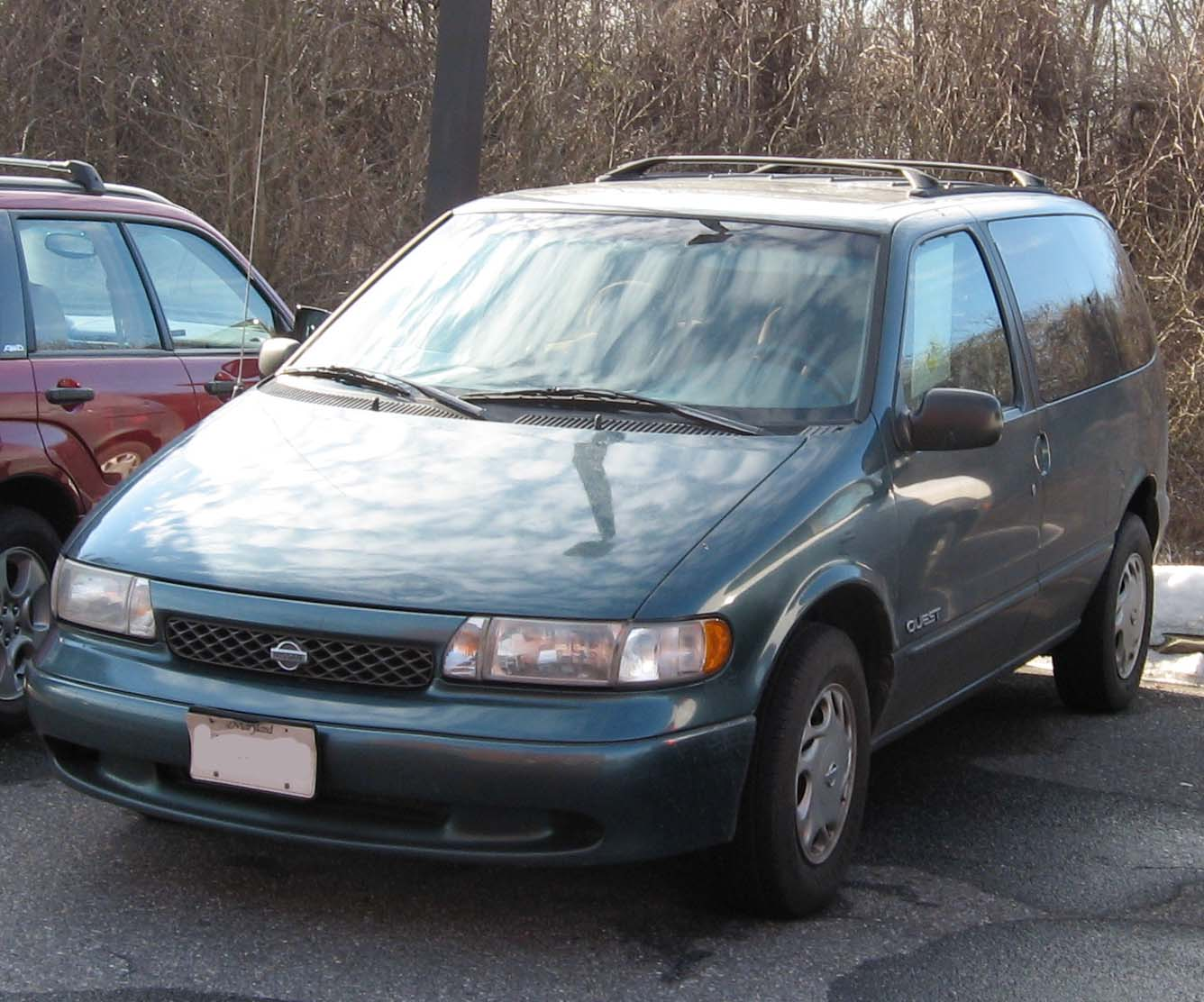
'96-'98 Quest
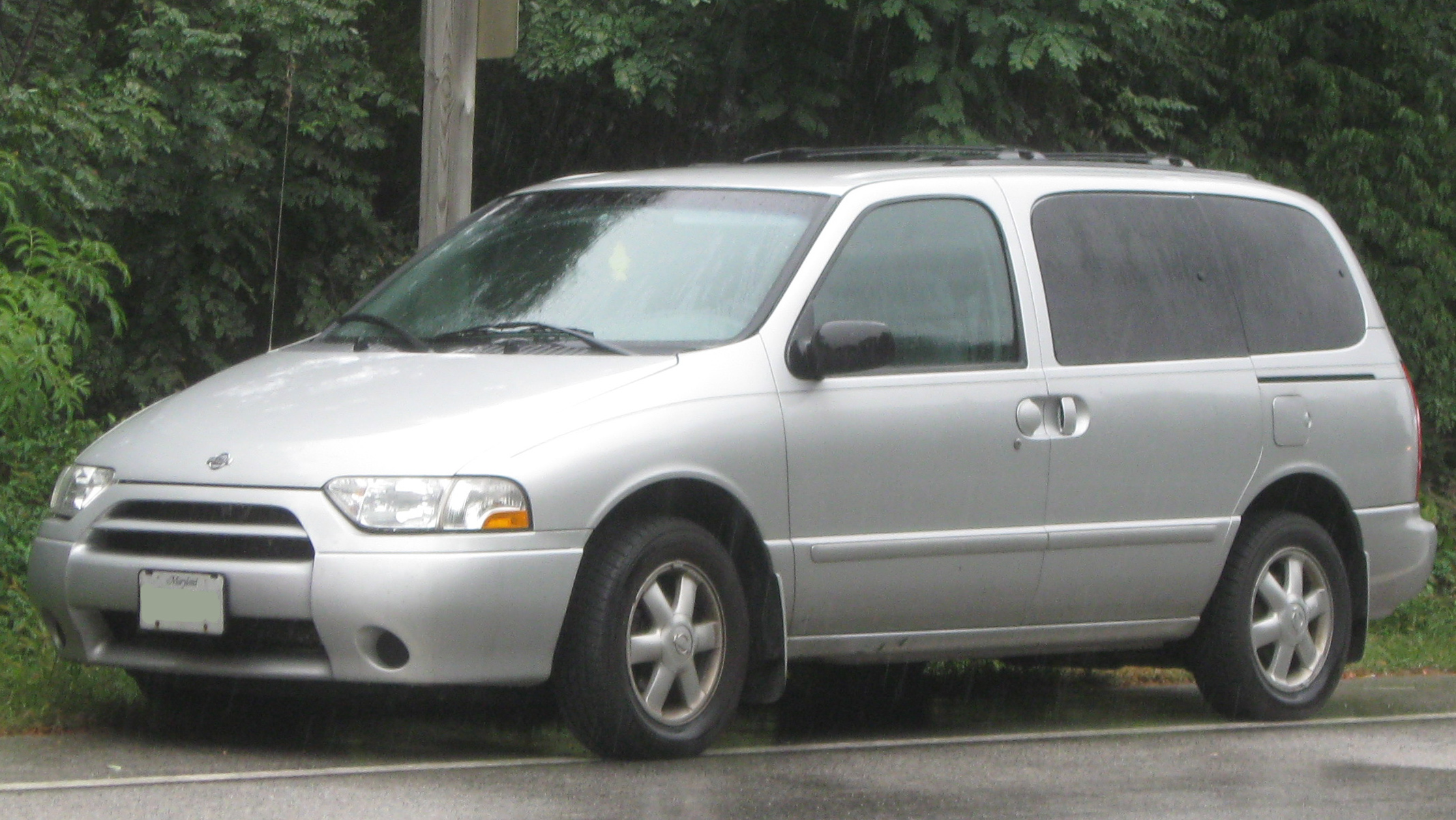
'01-'02 Quest
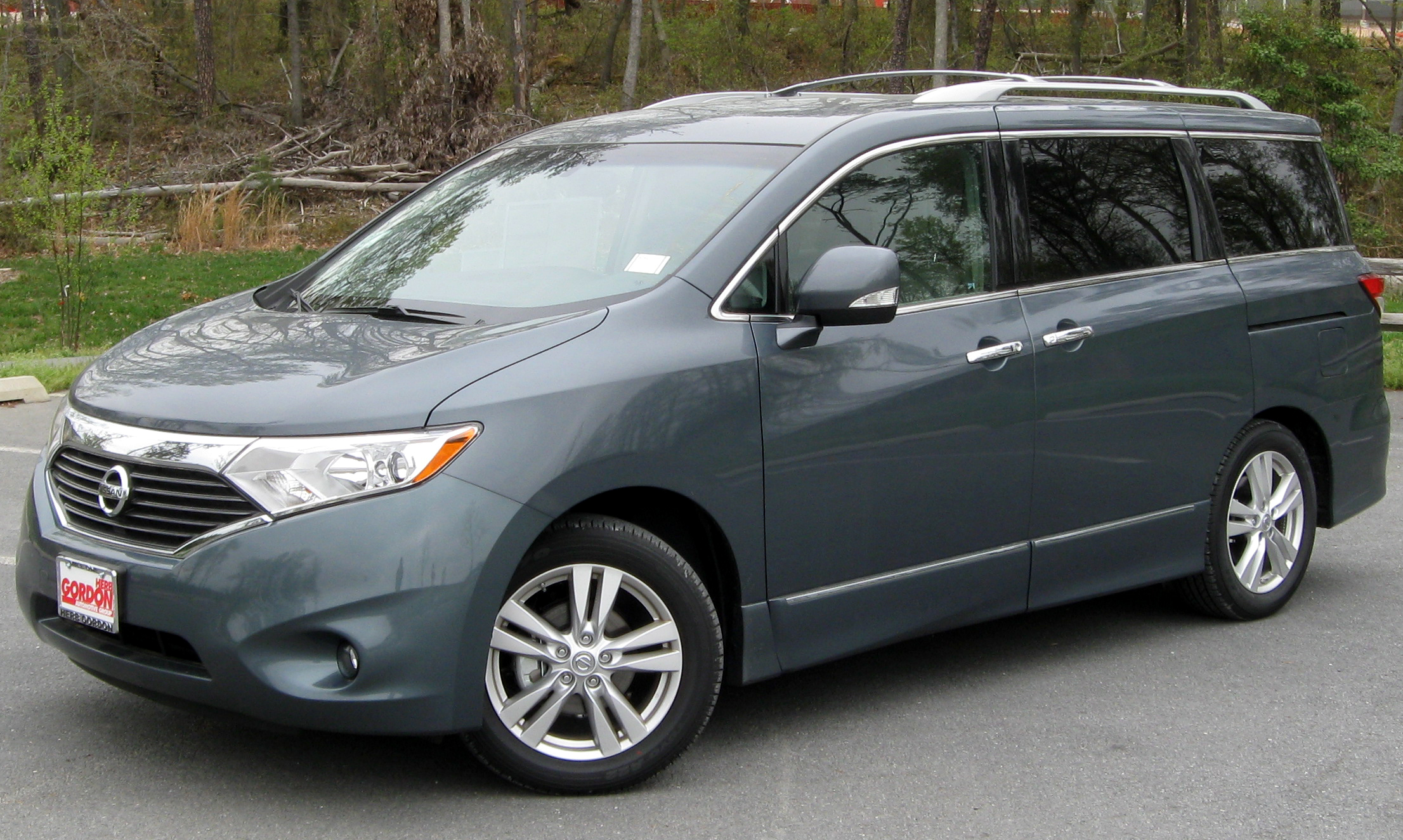
'11 Quest